# Salomon de Bray
Salomon de Bray, o Braij (Amsterdam, 1597 – Haarlem, 11 maggio 1664), è stato un pittore, poeta, architetto, disegnatore e decoratore d'interni olandese del secolo d'oro.

## Biografia

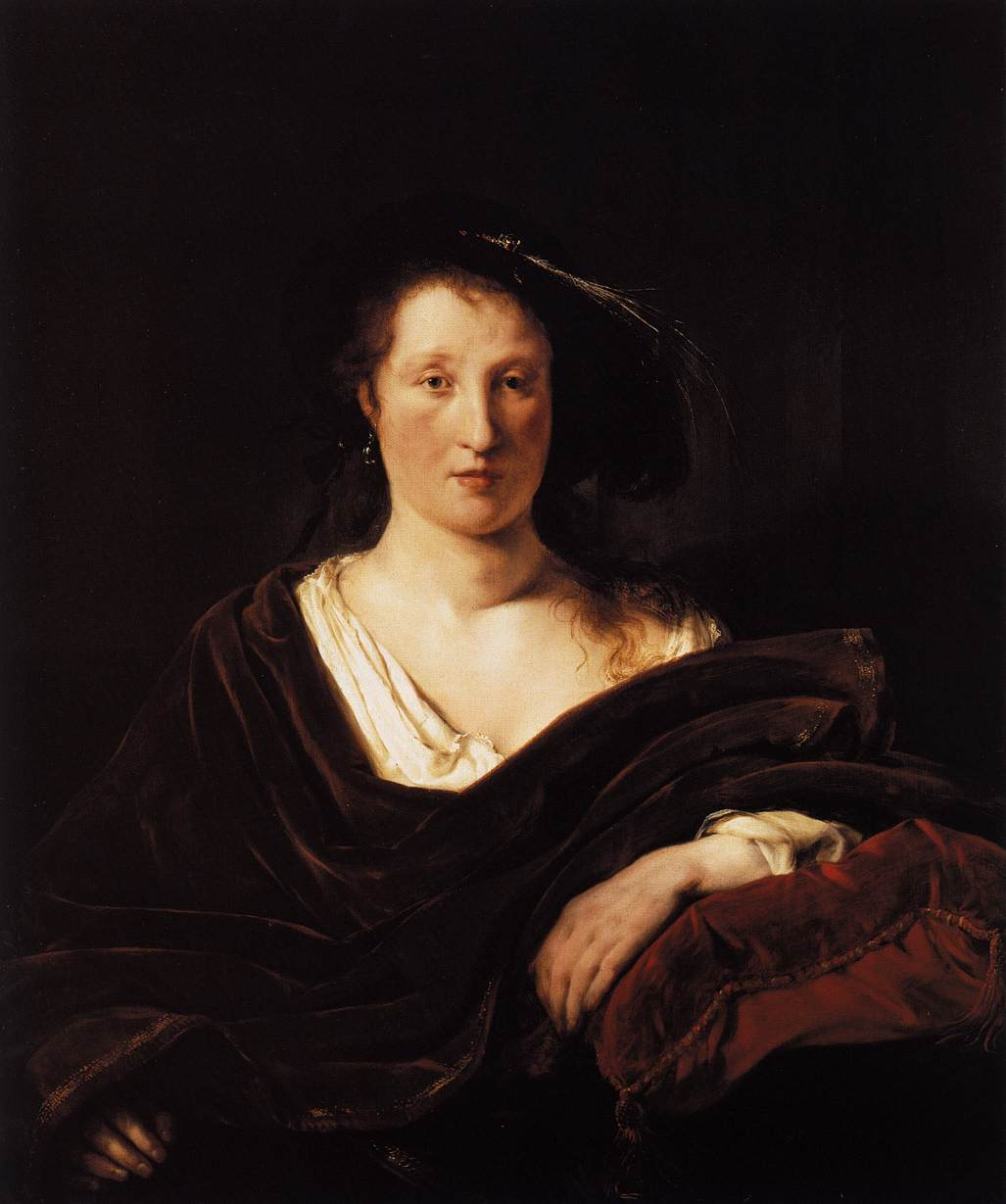
Giovane donna in costume immaginario (1652)

Salomon de Bray nacque ad Amsterdam da Simon, originario di Lier, e da Marie Jansdr. La sua data di nascita, mancando il certificato relativo, è stata dedotta da un'incisione del 1664 del figlio Dirck, che lo ritrae specificando l'età di 67 anni.
Cognato di Jan Westerbaen e padre dei pittori Jan, Dirck e Joseph de Bray, probabilmente all'inizio studiò ad Amsterdam presso Jacob Pynas, Claes Moyaert o Pieter Lastman. Completò, poi, la sua formazione alla scuola di Cornelis van Haarlem e Hendrick Goltzius, come confermato da un memorandum di Theodoor Rodenburg del 1621 per il re di Danimarca Cristiano IV, a cui inviò un dipinto dell'artista, come esempio del suo lavoro. Non è noto se de Bray si sia effettivamente recato in Danimarca. Nel 1616, comunque, si trasferì a Haarlem, dove lavorò come moschettiere e divenne membro della camera di retorica De Wijngaertranken, come pure il fratello Simon. Nel 1625 sposò Anna Westerbaen da L'Aia, figlia di un fabbricante di corde, sorella del pittore Jan Westerbaen e del poeta e medico Jacob Westerbaen. Nel 1630 divenne membro della locale Corporazione di San Luca, che contribuì a riorganizzare assieme a Pieter Molijn, e nel 1632 e 1641 fece parte del consiglio relativo. Nel 1632 operò a Warmond, dove progettò i giardini per Huys te Warmont. Realizzò inoltre 3 dipinti per Huis ten Bosch (Processione trionfale con musici; Processione trionfale; grisaglia con putti).
Dipinse soggetti storici, religiosi, mitologici, architetture, interni, ritratti e paesaggi, in particolare italianeggianti. Di fede cattolica, riuscì per questo ad ottenere molte commissioni di ritratti e pale d'altare. Progettò anche argenteria sia mondana che ecclesiastica: sono rimasti solo due disegni, uno per un bicchiere a forma di corno in argento, anch'esso pervenuto fino ad oggi, e uno relativo ad un piatto. Da un documento redatto dal figlio Jan nel 1664, risulta anche che de Bray disegnò oggetti religiosi come calici ed ostensori. Eseguì inoltre disegni architettonici e studi preparatori per dipinti molto ben rifiniti.
Intorno al 1635, de Bray preferiva eseguire ritratti a mezzo busto, anche se un po' fuori moda per il periodo, mentre a partire dal 1640 le sue opere iniziarono a presentare reminiscenze rembrandtiane, particolarmente evidenti nel chiaroscuro. Nella decade seguente, introdusse nelle sue opere temi di natura classica, alla stregua del pittore concittadino Pieter de Grebber.
Pubblicò, inoltre, una raccolta di poesie d'amore nel 1627, dedicata alla nipote Margarita Kick, un trattato sull'architettura contemporanea, Architectura Moderna ofte Bouwinge van onsen tyt (1631), contenente incisioni in gran parte realizzate da Hendrick de Keyser e, nel 1661, Bedenckingen over het uytleggen en vergrooten der stadt Haarlem, la sua proposta per un piano di espansione della città di Haarlem. Eseguì la traduzione dei termini italiani nel trattato di architettura di Vincenzo Scamozzi.
Nonostante Salomon de Bray si definisse un architetto, piuttosto che un pittore, poco si conosce relativamente alle opere da lui realizzate in questo campo. Il primo progetto di cui si ha notizia fu quello relativo alla Zijipoort, una delle porte di Haarlem, del 1627. Si occupò anche della progettazione delle modifiche al Municipio di Haarlem e al castello di Warmond, e della costruzione dell'orfanotrofio municipale di Nimega.
Fu amico del compositore Cornelis Padbrué, che pubblicò un libro di musica contenente madrigali con parole di Jacob Westerbaen, un arrangiamento musicale per una poesia di Salomon de Bray e una composizione di Pieter de Grebber.
Morì probabilmente di peste e fu sepolto nella chiesa di San Bavone. Pochi giorni dopo morirono anche i figli Jacob e Joseph e le figlie Juliana e Margaretha.
Furono suoi allievi i figli Jan e Joseph, Jacob Deyman e Claes van Beresteyn. Subirono la sua influenza David Bailly e Paulus Bor.

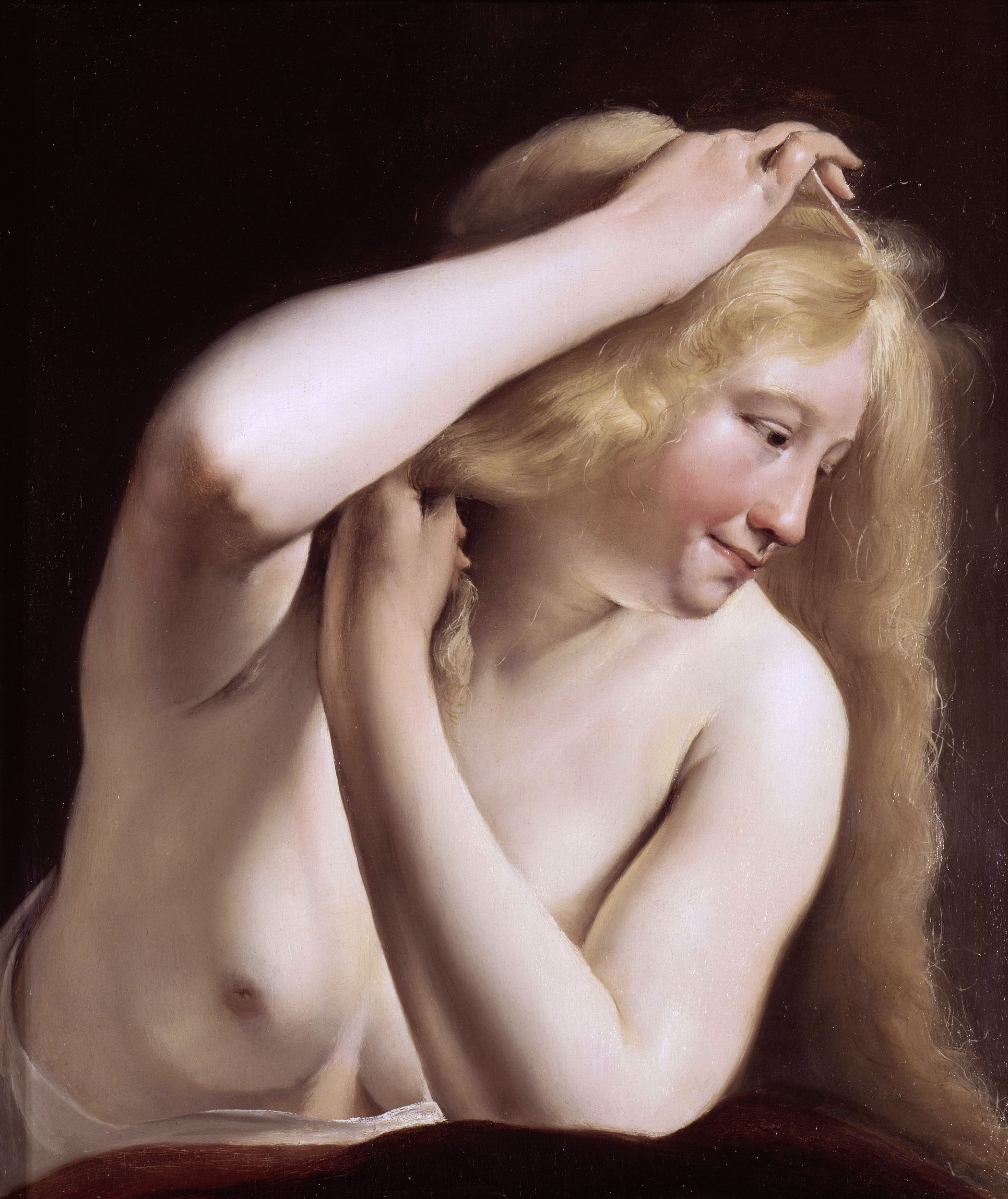
Giovane donna a busto nudo che si pettina (1635)

## Opere
- Giaele, Deborah e Barac, olio su tavola, 87 x 72 cm, 1635, Museum Catharijneconvent, Utrecht[5]
- Giovane donna a busto nudo che si pettina, 1635, Museo del Louvre, Parigi
- I due gemelli Clara ed Aelbert de Bray, olio su tela, 1646 c., National Gallery of Scotland, Edimburgo[6]
- Processione trionfale con musici, olio su tela, 385 x 205 cm, 1649, Huis ten Bosch, L'Aia[7]
- Ulisse e Circe, olio su tela, 11 x 92 cm, 1650-1655, Collezione privata[8]
- Giovane donna in costume immaginario, olio su tavola, 100 x 84 cm, 1652, Frans Halsmuseum, Haarlem
- Giuseppe riceve il padre e i fratelli in Egitto, olio su tela, 112 x 88 cm, 1655, Collezione privata[9]
- Eliezer e Rebecca, olio su tela, 90 x 156 cm, 1660, Musée de la Chartreuse, Douai[10]